# Michèle Bazin
Michèle Bazin, née en 1946 et morte le 27 février 2025 au Canada, est une femme politique, écrivaine, poétesse et rédactrice en chef canadienne.

## Biographie
Michèle Bazin nait en 1946 au Canada. Elle travaille en politique et est fondatrice de deux sociétés de communication. Elle a également écrit plusieurs séries télévisées comme Monsieur le Ministre avec Solange Chaput-Rolland, L'Or du temps, La Misère des riches,.
Poétesse et essayiste, spécialiste en communication, elle est rédactrice en chef du magazine sur la promotion des femmes, Premières en affaires,.
Elle est présidente du festival du cinéma de Knowlton, vice-présidente des affaires publiques de  pour Juste pour Rire, et cheffe de cabinet de Claude Ryan.
Elle meurt le 27 février 2025,.

## Publications
- Je ne serai plus jamais la même, recueil de poésie,

- La Pomme d'Ève, essai